# Prostoia hallasi
Prostoia hallasi is een steenvlieg uit de familie beeksteenvliegen (Nemouridae). De wetenschappelijke naam van de soort is voor het eerst geldig gepubliceerd in 1984 door Kondratieff & Kirchner.